# Caroline Brazier
Caroline Brazier (Perth, 1970) es una actriz australiana más conocida por haber interpretado a Veronica Johnson en la serie Parallax y a Chrissey Merchant en la serie Packed to the Rafters.

## Biografía
En 1998 se graduó de la prestigiosa escuela australiana National Institute of Dramatic Art (NIDA).
Caroline está casada con el actor Geoff Morrell quien es doce años mayor que ella.

## Carrera
El 1 de agosto de 2000 apareció por primera vez como invitada en la popular y exitosa serie australiana Home and Away donde interpretó a Alicia Campbell, la esposa de Gavin Campbell (Kim De Lury) hasta el 11 de septiembre del mismo año, después de que su personaje muriera al caer de un precipicio.
En el 2001 interpretó a Heather Pinchon en un episodio de la serie policíaca Water Rats.
En el 2007 apareció en la película Rogue donde dio vida a Mary Ellen, una de las personas atrapadas en una isla que intentan huir de un cocodrilo gigante que intenta matarlos.
En el 2008 se unió al elenco recurrente de la popular serie australiana Packed to the Rafters donde interpretó a Chrissey Merchant hasta el 2009.
En el 2010 se unió al elenco principal de la serie Rake donde interpreta a la psicóloga Wendy Greene, la exesposa del abogado Cleaver Greene (Richard Roxburgh), hasta ahora.
En el 2011 se unió al elenco de la serie Wild Boys donde interpretó a Catherine Bell, hasta el final de la serie ese mismo año después de que la serie fuera cancelada tras sólo una temporada. Ese mismo año apareció como invitada en cuatro episodios de la serie de ciencia ficción Terra Nova donde dio vida a Deborah Tate, la madre de Skye Tate (Allison Miller).
El 30 de noviembre de 2015 apareció como invitada en la popular serie australiana Home and Away donde dio vida a Carol Peters, la madre de Skye Peters (Marlo Kelly) hasta el 6 de febrero de 2016 después de que fuera llevada a un hospital psiquiátrico por la policía luego de secuestrara a su hija.

## Filmografía

### Serie de televisión
| Año             | Serie                          | Personaje                     | Notas                              |
| --------------- | ------------------------------ | ----------------------------- | ---------------------------------- |
| 2018 - presente | Tidelands                      | -                             | -                                  |
| 2010 - presente | Rake                           | Wendy Greene                  | 32 episodios                       |
| 2017            | Offspring                      | Shanti                        | 2 episodios                        |
| 2016            | Deep Water                     | Tina Toohey                   | 2 episodios - miniserie            |
| 2015 - 2016     | Home and Away                  | Carol Peters                  | 7 episodios                        |
| 2012            | Miss Fisher's Murder Mysteries | Hetty                         | episodio "Death by Miss Adventure" |
| 2011            | Terra Nova                     | Deborah Tate                  | 4 episodios                        |
| 2011            | Wild Boys                      | Catherine Bell                | 10 episodios                       |
| 2009            | Legend of the Seeker           | Miss Crantan/Mistress Nathair | episodio "Broken"                  |
| 2008 - 2009     | Packed to the Rafters          | Chrissey Merchant             | 24 episodios                       |
| 2009            | :30 Seconds                    | Kirsty                        | episodio "Good Clown Bad Clown"    |
| 2007            | City Homicide                  | Frances Deerborne             | episodio "Family Planning"         |
| 2004            | Parallax                       | Veronica Johnson/Betti        | 26 episodios                       |
| 2003            | White Collar Blue              | Sonia Parry                   | episodio # 2.13                    |
| 2002            | Young Lions                    | Gabrielle Hall                | episodio "Boy School Bullies"      |
| 2001            | TwentyfourSeven                | Georgia Leighton-Smith        | episodio "It's My Life"            |
| 2001            | Water Rats                     | Heather Pinchon               | episodio "The Marrying Kind"       |
| 2000            | Home and Away                  | Alicia Campbell               | 3 episodios                        |
| 2000            | Above the Law                  | Carla Benning                 | episodio "Moving on Up"            |

### Películas
| Año  | Título                | Personaje     | Notas |
| ---- | --------------------- | ------------- | --- |
| 2017 | Three Summers         | -             | junto a Robert Sheehan, Rebecca Breeds, Jacqueline McKenzie, Deborah Mailman, Mahesh Jadu y Magda Szubanski          |
| 2015 | Pulse                 | Jacqui        | junto a Scott Lee, Daniel Monks, Sian Ewers, Jaimee Peasley, Troy Rodger, David Richardson y Lee Jankowski           |
| 2012 | Dripping in Chocolate | Marion Verger | junto a Louise Lombard, David Wenham, Richard Brancatisano, Rick Donald, Chelsie Preston Crayford y Geoff Morrell    |
| 2011 | Cupid                 | Venus         | corto - junto a Lucy Bell, Clare Bowen, Dieter Brummer, Guy Edmonds y Alyssa McClelland                              |
| 2007 | Rogue                 | Mary Ellen    | junto a Michael Vartan, Radha Mitchell, Sam Worthington, Celia Ireland, John Jarratt, Geoff Morrell y Mia Wasikowska |
| 2001 | South Pacific         | Rose          | junto a Glenn Close, Harry Connick Jr., Rade Serbedzija y Jack Thompson                                              |

### Teatro
| Año  | Obra                          | Personaje | Director (a)     | Teatro               | Notas                                                             |
| ---- | ----------------------------- | --------- | ---------------- | -------------------- | ----------------------------------------------------------------- |
| 2010 | Bang                          | Gracie    | Kim Hardwick     | Belvoir St. Theatre  | junto a Blazey Best, Ivan Donato y Damian Rice                    |
| 2009 | The True Story of Butterfish  | Kate      | Andrew Ross      | Brisbane Theatre     | junto a Myles Pollard y Nathaniel Dean                            |
| 2007 | Don's Party                   | -         | Peter Evans      | Drama Theatre        | junto a Steve Le Marquand, Rhys Muldoon y Jacinta Stapleton       |
| 2007 | Enlightenment                 | -         | Julian Meyrick   | Melbourne Theatre    | junto a Nicholas Bell, Grant Cartwright y Beverley Dunn           |
| 2007 | Europe                        | -         | Eddy Segal       | -                    | junto a Travis Cotton                                             |
| 2006 | The Emotional Anatomy Of A... | -         | John Sheedy      | -                    | junto a Sean Barker, Tom Davies y Karen Day                       |
| 2006 | Ray's Tempest                 | -         | Bruce Myles      | -                    | junto a Kim Gyngell, William McInnes y Genevieve Picot            |
| 2005 | Two Brothers                  | -         | Simon Phillips   | Civic Theatre        | junto a Hamish Michael, Diane Craig y Garry McDonald              |
| 2004 | Much Ado About Nothing        | -         | Angela Chaplin   | -                    | junto a Oliver Cooney, Luke Hewitt y Tom Weaver                   |
| 2004 | A Moment on the Lips          | -         | Kim Hardwick     | -                    | junto a Julia Davis, Susie Godfrey y Nicole Winkler               |
| 2002 | Whale Music                   | -         | Genevieve Hegney | Darlinghurst Theatre | junto a Belinda Bromilow, Ian Langford-Penny y Katherine Slattery |
| 2001 | Antony and Cleopatra          | -         | John Bell        | Playhouse Theatre    | junto a Robert Alexander, John Batchelor y William Zappa          |
| 2001 | Julius Caesar                 | -         | John Bell        | Drama Theatre        | junto a John Adam, John Batchelor y Christopher Stollery          |
| 1999 | The Merchant of Venice        | Nerissa   | Richard Wherrett | Orange Civic Theatre | junto a Odile Le Clezio, Rhett Walton y Felix Williamson          |

## Premios y nominaciones
| Año  | Categoría                                              | Premio      | Serie | Resultado |
| ---- | ------------------------------------------------------ | ----------- | ----- | --------- |
| 2016 | Best Guest Or Supporting Actress In A Television Drama | AACTA Award | Rake  | Nominada  |